# Ana dos Cabelos Ruivos
Ana dos Cabelos Ruivos (赤毛のアン, Akage no An) é uma série anime baseada no romance Anne of Green Gables da escritora canadense Lucy Maud Montgomery. Produzido pela Nippon Animation como parte da World Masterpiece Theater, teve sua exibição original no canal de televisão japonês Fuji Television em 7 de janeiro de 1979 a 30 de dezembro de 1979 com o total de 50 episódios.
A série estreou em Portugal no ano de 1990 no programa Agora, Escolha da RTP. A dobragem portuguesa foi baseada na dobragem alemã.
Em comemoração aos 30 anos da série no Japão e ao centenário da primeira publicação do romance, foi lançada uma nova série, também produzida pela Fuji TV com o nome “Konnichiwa Anne: Before Green Gables (Antes do Frontão verde)” em 5 de abril de 2009, que teve seu ultimo episódio em 27 de dezembro de 2009, também produzida pela Fuji TV e parte da World Masterpiece Theater.

## Enredo
A história passa-se no Canadá na Ilha do Príncipe Eduardo, Ana é uma pequena órfã, muito sonhadora, sensível, corajosa e alegre. Por confusão é enviada para o Frontão Verde, a quinta dos irmãos Marília e Matias que pretendiam adotar um rapaz em vez de uma rapariga. Apesar da troca Marília e Matias decidem ficar com a pequena Ana Silvestre.